# Филькино (Свердловская область)
Фи́лькино — село в Свердловской области России, административно подчинённое городу Серову. Входит в Серовский муниципальный округ.
Ранее село являлось административным центром Филькинского сельсовета города Серова.

## Географическое положение
Филькино расположено в 6 километрах (по автодороге в 7 километрах) к востоку от города Серова, преимущественно на левом берегу реки Каквы (правого притока реки Сосьвы), в 4 километрах выше устья. В окрестностях села, к юго-юго-востоку ботанический памятник природы — Филькинские сосняки. На южной окраине села расположен гидрологический и ботанический памятник природы — озеро-старица Осиновое (Круглое). К западу от Филькина расположен отдалённый микрорайон Серова (посёлок) Новая Кола.

## История села

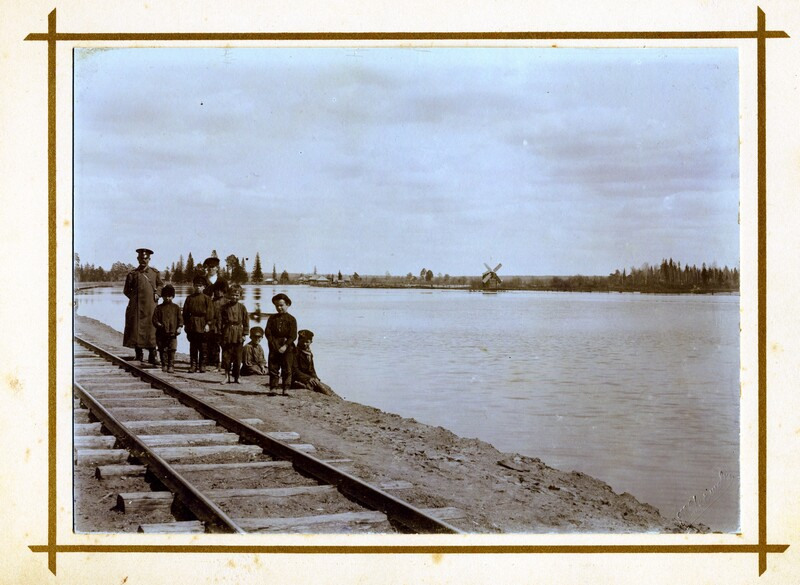
Вид на деревню Филькино. Дореволюционная Россия

Село было основано в 1734 году как пристань для транспортировки в Сибирь продукции Богословского горного округа.

### Богословско-Сосьвинская узкоколейная железная дорога
В 1886 году до Турьинских рудников и Богословского завода была построена Богословско-Сосьвинская узкоколейная железная дорога.

## Население
| 2002 | 2010  |
| ---- | ----- |
| 1848 | ↘1818 |

## Инфраструктура
В селе расположена железнодорожная станция Филькино. Имеются средняя школа и детский сад, отделения Сбербанка и «Почты России», а также несколько магазинов.